# 単独水系
単独水系（たんどくすいけい）とは、日本の水系単位による河川管理体系のうち一級水系と二級水系以外の水系のことである。

## 概要
河川法を適用する一級河川・二級河川が本流（本川）でなくとも、行政上区分が必要とされる場合に便宜上区分されるものを単独水系という。法律で定義はされていない。この水系は準用河川や普通河川が本流（本川）となる。
1972年（昭和47年）6月1日をもって河川法第100条が改正されてから、その後は一級水系又は二級水系内の一級河川や二級河川（法定河川）以外の河川が、準用河川に指定できることとなった。そして、治水対策、都市環境及び生活環境の保全上小河川の管理が重要な要素となっている事態にかんがみ、準用河川制度の積極的な活用が図られるよう、小河川の管理の適正を期せられることとなったのである。